# Praktkungsljus
Praktkungsljus (Verbascum speciosum) är en art i familjen flenörtsväxter som förekommer naturligt i sydöstra Europa till Kaukasus och norra Iran. I Sverige  odlas arten som prydnadsväxt och har förvildats och naturaliserats i sydöstra landet, norrut till Uppsala och Göteborg. 
Praktkungsljus är en storvuxen tvåårig ört, upp till två meter hög. Blomställningen är rikt grenad liksom hos grenigt kungsljus (V. lychnitis). Men den skiljer sig från grenigt kungsljus genom att den har något ljusare, mer gråaktigt gröna blad och att blommorna saknar glandler (körtlar). Blommorna är gula, 20–30 millimeter breda och har fem kronflikar. 